# Chó có mào

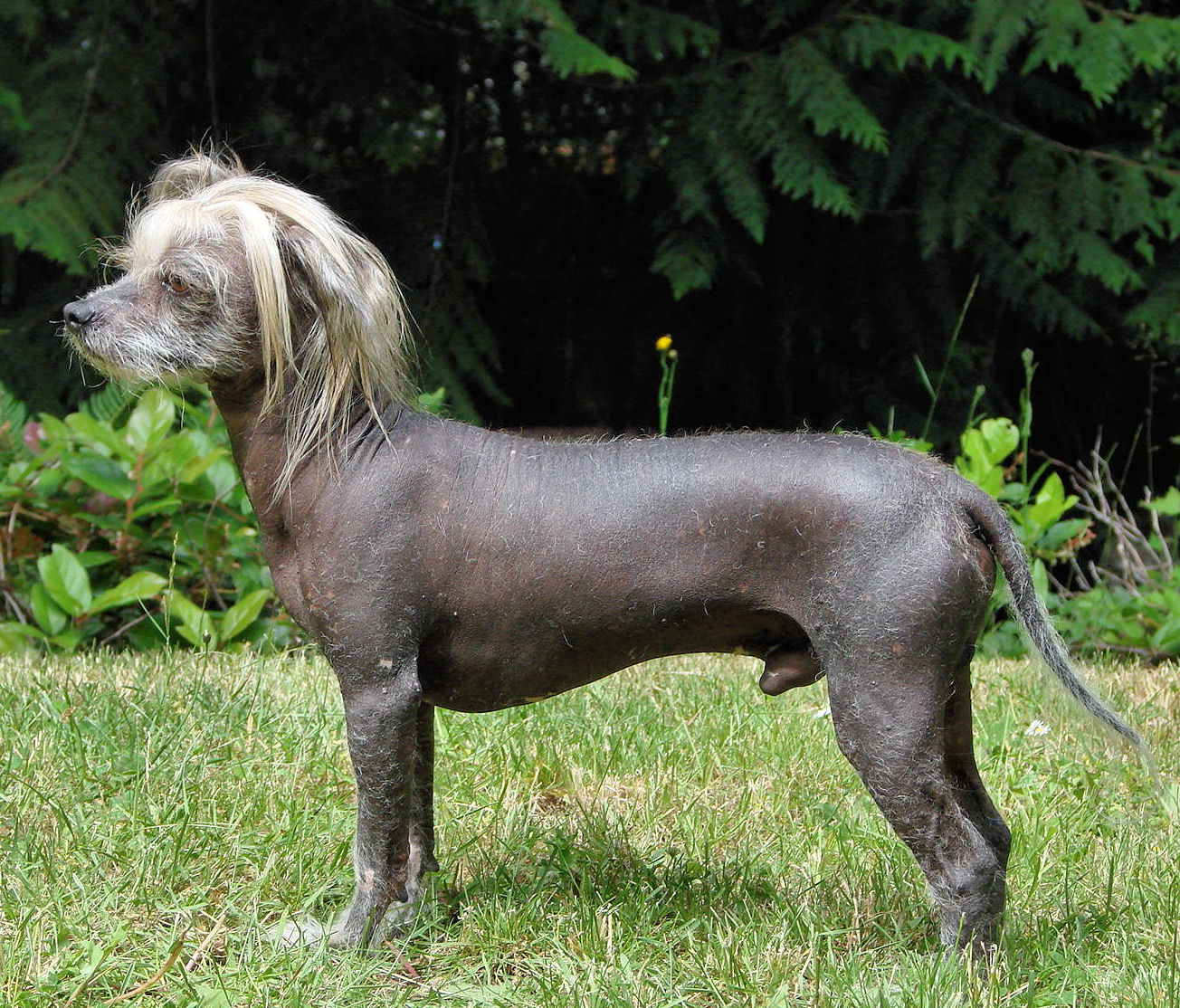
Một con chó có mào

Chó có mào, đôi khi được gọi là chó quán mao là một loài chó cảnh cỡ nhỏ có nguồn gốc từ Trung Quốc, và nguồn gốc sâu xa của chúng là ở châu Phi (African Hairless Terriers). Tuy có tên là chó Trung Quốc có mào (Chinese crested) nhưng chúng không hoàn toàn có nguồn gốc từ Trung Quốc. Giống chó này có nguồn gốc từ châu Phi nhưng các tàu buôn Trung Quốc dừng lại dọc theo bờ biển thường sử dụng chúng để săn chuột trên tàu và đổi tên theo cách gọi của họ. Trên những chặng đường đi, những chiếc tàu buôn Trung Quốc hạ thủy ở châu Phi, thấy giống chó này bắt chuột rất giỏi nên mang lên tàu. 
Chúng chúng được triển lãm ở phương Tây vào năm 1885, nhưng câu lạc bộ chăn nuôi Mỹ không công nhận giống chó này. Đến năm 1979 tổ chức AKC (Mỹ) mới công nhận chúng. Về sau giống Chinese Crested càng ngày càng trở nên phổ biến cả ở Mỹ và Anh. Người ta nuôi chúng để làm bạn. Giống chó này là đối thủ cạnh tranh thường xuyên trong những cuộc thi về chó quí hiếm. Hiện nay, có bốn giống chó không lông ở Mỹ: Chinese Crested, Mexican Hairless, Inca Hairless Dog và Peruvian Inca Orchid.

## Đặc điểm
Đây là loài chó có diện mạo độc nhất vô nhị với ngoại hình xấu và trên đầu có chỏm lông giống như mào, loại chó này hầu như luôn giành giải chó xấu xí nhất hành tinh trong các cuộc thi sắc đẹp dành cho chó. Cơ thể chúng không có lông chỉ trừ một chỏm trên đỉnh đầu trông như mào gà, một túm ở đuôi và một ít ở các ngón chân. Chiều cao, trọng lượng: cao 30 cm; cân nặng không quá 4,5kg.
Có hai loại riêng biệt về giống chó bất thường này, loại thứ nhất không có lông ngoại trừ lông ở chân, đầu, đuôi gọi chung là “chó không lông”; loại thứ hai gọi là loại lông dài (Powder Puff), chúng có bộ lông dài mềm. Cả hai loại nêu trên đều có nhiều màu lông. Loại có nhiều mảng màu lông trên cơ thể hoặc loại lông đốm. Giống chó này có hộp sọ rộng, mõm dài. Mắt tối và tai dựng thẳng. Cả hai loại thường có số lượng con bằng nhau trong mỗi lứa đẻ.

## Tập tính
Giống chó này dịu dàng, sinh động, hay chơi đùa và thích âu yếm. Chúng tỏ thái độ yêu mến bằng cách chồm hai chân trước lên người, chúng còn rất thích trẻ con nhưng cần dạy cho lũ trẻ là không nên thân mật với giống này một cách thô bạo, bởi vì chúng không có bộ lông bảo vệ nên dễ bị thương. Đây là giống chó thông minh và cảnh giác. Chúng là những người bạn tốt. 
Chó con cần được xã hội hóa từ lúc còn nhỏ để tránh tính rụt rè của chúng. Giống chó này có khả năng biểu diễn xiếc và nhìn chung là tốt với những thú cưng khác. Chúng không phải là loại chó sủa. Chúng thích leo trèo và đào bới hang. Chúng có khuynh hướng gắn bó với chủ cũ và sẽ gặp khó khăn để điều chỉnh tình cảm khi sống với người chủ mới. Giống chó này thích nghi tốt với cuộc sống trong căn hộ. Chúng khá năng động trong nhà và sẽ cảm thấy thoải mái khi không có sân vườn. 

## Chăm sóc
Không lông nên da chúng rất nhạy cảm và cần được bảo vệ khi ở ngoài trời, chó không lông dễ bị rám nắng. Nếu muốn nuôi chó Chinese crested làm chó cảnh, cần tắm táp và bôi kem dưỡng da thường xuyên để tránh cho nó bị khô da hay viêm nhiễm. Giống này có làn da lộ nên cần được chăm sóc đặc biệt để ngừa những rắc rối và sự kích thích da. Chúng cần có “quần áo bảo hộ” trước nắng trời. Nhiều con bị dị ứng lông cừu, dê và mỡ lông cừu.
Giống chó này thường mất nhiều răng khi trưởng thành. Cần chăm sóc răng của chúng đề ngừa mục răng. Không nên cho chúng ăn xương vì chúng thường không đầy đủ răng để nhai. Trước đây, loại chó không lông cổ xưa có răng nhọn hay răng nanh hiện rõ khi chúng khoe hàm, nhưng thường thì những cái răng này sẽ không còn sau đó. Loại lông dài (Powder Puff) có răng bình thường. Không nên cho giống chó này ăn thừa mứa, vì chúng dễ béo phì khi có cơ hội. 